# Lituânia nos Jogos Olímpicos de Verão da Juventude de 2010
A Lituânia  participou dos Jogos Olímpicos de Verão da Juventude de 2010, em Cingapura. Com uma delegação de 24 atletas em 10 esportes, o país conquistou três ouros e um bronze.

## Medalhistas
| Medalha | Nome                | Esporte | Evento                          | Data         |
| ------- | ------------------- | ------- | ------------------------------- | ------------ |
| Ouro    | Rolandas Maščinskas | Remo    | Skiff simples masculino         | 18 de agosto |
| Ouro    | Ričardas Kuncaitis  | Boxe    | Peso meio-médio-ligeiro (64 kg) | 25 de agosto |
| Ouro    | Evaldas Petrauskas  | Boxe    | Peso leve (60 kg)               | 25 de agosto |
| Bronze  | Laura Naginskaitė   | Judô    | Até 63 kg feminino              | 22 de agosto |

## Atletismo
| Evento                            | Atleta                | Qualificação | Qualificação | Final           | Final        |
| Evento                            | Atleta                | Resultado    | Posição      | Resultado       | Posição      |
| --------------------------------- | --------------------- | ------------ | ------------ | --------------- | ------------ |
| Marcha atlética feminina (5 km)   | Diana Kačanova        |              |              | 24:36.76        | 11º          |
| Salto triplo feminino             | Dovilė Dzindzaletaitė | 12,01        | 10º          | 12,40           | 1º (Final B) |
| Arremesso de peso feminino        | Laura Gedminaitė      | 14,83        | 4º           | 15,15           | 4º (Final A) |
| Arremesso de peso masculino       | Mantas Jusis          | 18,46        | 9º           | 18,96           | 1º (Final B) |
| Lançamento de dardo masculino     | Marius Simanavičius   | 76,17        | 2º           | 71,76           | 6º (Final A) |
| Marcha atlética masculina (10 km) | Marius Šavelskis      |              |              | Desclassificado | --           |
| Arremesso de martelo masculino    | Martynas Šedys        | 72,15        | 3º           | 68,57           | 5º (Final A) |

## Basquetebol
Masculino:
| Elenco                                                                  | Preliminares                                                               | Preliminares | Quartas-de-final   | Classificação 5-8   | Disputa pelo 5º lugar | Pos. final |
| Elenco                                                                  | Grupo B                                                                    | Pos.         | Quartas-de-final   | Classificação 5-8   | Disputa pelo 5º lugar | Pos. final |
| ----------------------------------------------------------------------- | -------------------------------------------------------------------------- | ------------ | ------------------ | ------------------- | --------------------- | ---------- |
| Mantas Mockevičius Marius Užupis Martynas Pauliukėnas Rokas Narkevičius | PAN Panamá V 33-14 IRI Irã V 29-18 EGY Egito D 31-33 ARG Argentina D 27-31 | 2º           | SRB Sérvia D 22-33 | ESP Espanha V 34-14 | ISR Israel V 28-24    | 5º         |

## Boxe
| Evento                              | Atleta             | Preliminares                | Semifinais               | Disputa pelo bronze      | Pos. final      |
| ----------------------------------- | ------------------ | --------------------------- | ------------------------ | ------------------------ | --------------- |
| Peso leve (até 60 kg)               | Evaldas Petrauskas | GER Thomas Vahrenholt V 6-2 | IND Krishan Vikas V 4-3  | AUS Brett Mather V 13-4  | Medalha de ouro |
| Peso meio-médio-ligeiro (até 64 kg) | Ričardas Kuncaitis | Sem oponente                | UKR Oleg Nekliudov V 5-4 | VEN Samuel Zapata V 12-6 | Medalha de ouro |

## Canoagem
| Evento                  | Atleta       | Tomada de tempo | Tomada de tempo | 1ª rodada                            | Oitavas-de-final                               | Quartas-de-final   | Semi-finais        | Final              | Pos. final |
| Evento                  | Atleta       | Resultado       | Pos.            | Oponente Resultado                   | Oponente Resultado                             | Oponente Resultado | Oponente Resultado | Oponente Resultado | Pos. final |
| ----------------------- | ------------ | --------------- | --------------- | ------------------------------------ | ---------------------------------------------- | ------------------ | ------------------ | ------------------ | ---------- |
| Velocidade K1 masculino | Elvis Sutkus | 1:33.06         | 5º              | CZE Jiří Prskavec V 1:33.10 (bat. 4) | UKR Vasyl Zelnychenko D Não completou (bat. 8) | Não avançou        | Não avançou        | Não avançou        | --         |
| Slalom K1 masculino     | Elvis Sutkus | Não largou      | --              | Não avançou                          | Não avançou                                    | Não avançou        | Não avançou        | Não avançou        | --         |

## Ginástica artística
| Atleta          | Evento                     | Qualificação | Qualificação | Final por aparelhos | Final por aparelhos | Final individual geral | Final individual geral | Final individual geral | Final individual geral | Final individual geral | Final individual geral | Final individual geral | Final individual geral |
| Atleta          | Evento                     | Result.      | Pos.         | Result.             | Pos.                | Solo                   | Salto                  | Cavalo com alças       | Argolas                | Barras paralelas       | Barra fixa             | Total                  | Pos.                   |
| --------------- | -------------------------- | ------------ | ------------ | ------------------- | ------------------- | ---------------------- | ---------------------- | ---------------------- | ---------------------- | ---------------------- | ---------------------- | ---------------------- | ---------------------- |
| Robert Tvorogal | Solo masculino             | 13.200       | 28º          | Não avançou         | Não avançou         |                        |                        |                        |                        |                        |                        |                        |                        |
| Robert Tvorogal | Cavalo com alças masculino | 13.050       | 22º          | Não avançou         | Não avançou         |                        |                        |                        |                        |                        |                        |                        |                        |
| Robert Tvorogal | Argolas masculino          | 12.050       | 36º          | Não avançou         | Não avançou         |                        |                        |                        |                        |                        |                        |                        |                        |
| Robert Tvorogal | Salto masculino            | 14.850       | 27º          | Não avançou         | Não avançou         |                        |                        |                        |                        |                        |                        |                        |                        |
| Robert Tvorogal | Barras paralelas masculino | 13.100       | 22º          | Não avançou         | Não avançou         |                        |                        |                        |                        |                        |                        |                        |                        |
| Robert Tvorogal | Barra fixa masculino       | 14.150       | 2º           | 13.925              | 7º                  |                        |                        |                        |                        |                        |                        |                        |                        |
| Robert Tvorogal | Individual geral masculino | 80.400       | 23º          |                     |                     | Não avançou            | Não avançou            | Não avançou            | Não avançou            | Não avançou            | Não avançou            | Não avançou            | Não avançou            |

## Judô
| Evento              | Atleta              | 1ª rodada    | 2ª rodada                    | 3ª rodada                         | Semifinais                 | Semifinais repescagem             | Final repescagem         | Disputa pelo bronze | Pos. final |
| ------------------- | ------------------- | ------------ | ---------------------------- | --------------------------------- | -------------------------- | --------------------------------- | ------------------------ | ------------------- | ---------- |
| Até 66 kg masculino | Kestutis Vitkauskas | Sem oponente | MLT Jeremy Saywell V 100-000 | ARM Davit Ghazaryan D 000-001     |                            | IRI Farshid Ghasemi Asl D 000-012 | Não avançou              | Não avançou         | --         |
| Até 63 kg feminino  | Laura Naginskaitė   | Sem oponente | NZL Haley Baxter V 102-000   | UZB Gulnoza Matniyazova V 010-000 | BRA Flávia Gomes D 000-002 |                                   | ISR Rotem Shor V 100-000 | [ 14 ]              |            |

| Evento         | Atleta                                                  | 1ª rodada                  | 2ª rodada                 | Semifinais  | Final       | Pos. final |
| -------------- | ------------------------------------------------------- | -------------------------- | ------------------------- | ----------- | ----------- | ---------- |
| Equipes mistas | Kestutis Vitkauskas (como integrante da equipe Munique) | ZZX Equipe Essen D 3-4     | Não avançou               | Não avançou | Não avançou | 9º         |
| Equipes mistas | Laura Naginskaitė (como integrante da equipe Osaka)     | ZZX Equipe Barcelona V 5-3 | ZZX Equipe Belgrado D 4-4 | Não avançou | Não avançou | 5º         |

## Natação
| Evento                | Atleta               | Qualificação | Qualificação | Semifinais  | Semifinais  | Final       | Final       |
| Evento                | Atleta               | Resultado    | Posição      | Resultado   | Posição     | Resultado   | Posição     |
| --------------------- | -------------------- | ------------ | ------------ | ----------- | ----------- | ----------- | ----------- |
| 200 m livre feminino  | Jūratė Ščerbinskaitė | 2:07.97      | 25º (3º q3)  |             |             | Não avançou | Não avançou |
| 400 m livre feminino  | Jūratė Ščerbinskaitė | 4:33.08      | 20º (7º q4)  |             |             | Não avançou | Não avançou |
| 50 m peito feminino   | Urtė Kazakevičiūtė   | 33.12        | 7º (4º q3)   | 33.05       | 8º (4º sf2) | 33.22       | 8º          |
| 100 m peito feminino  | Urtė Kazakevičiūtė   | 1:11.67      | 6º (3º q5)   | 1:11.63     | 6º (3º sf1) | 1:11.63     | 8º          |
| 200 m peito feminino  | Urtė Kazakevičiūtė   | 2:35.68      | 8º (1º q1)   |             |             | 2:37.33     | 8º          |
| 50 m peito masculino  | Vaidotas Blažys      | 29.74        | 9º (2º q1)   | 29.58       | 8º (5º sf2) | 29.71       | 8º          |
| 100 m peito masculino | Vaidotas Blažys      | 1:06.13      | 20º (6º q3)  | Não avançou | Não avançou | Não avançou | Não avançou |

## Pentatlo moderno
| Evento               | Atleta                                         | Esgrima (Espada 1 toque) | Esgrima (Espada 1 toque) | Esgrima (Espada 1 toque) | Natação (200 m livre) | Natação (200 m livre) | Natação (200 m livre) | Corrida e tiro (3000 m, pistola a laser) | Corrida e tiro (3000 m, pistola a laser) | Corrida e tiro (3000 m, pistola a laser) | Pontuação total | Pos. final        |
| Evento               | Atleta                                         | Result.                  | Pos.                     | Pontos                   | Tempo                 | Pos.                  | Pontos                | Tempo                                    | Pos.                                     | Pontos                                   | Pontuação total | Pos. final        |
| -------------------- | ---------------------------------------------- | ------------------------ | ------------------------ | ------------------------ | --------------------- | --------------------- | --------------------- | ---------------------------------------- | ---------------------------------------- | ---------------------------------------- | --------------- | ----------------- |
| Individual feminino  | Gintare Venckauskaite                          | 8                        | 19º                      | 680                      | 2:26.12               | 14º                   | 1048                  | 11:42.28                                 | 1º                                       | 2192                                     | 3920            | 6º                |
| Individual masculino | Lukas Kontrimavicius                           | 11                       | 14º                      | 800                      | 2:09.68               | 10º                   | 1244                  | 11:11.74                                 | 6º                                       | 2316                                     | 4360            | 9º                |
| Equipes mistas       | Gintare Venckauskaite e CZE Martin Bilko       | 40                       | 18º                      | 760                      | 2:05.10               | 12º                   | 1300                  | 15:28.38                                 | 5º                                       | 2368                                     | 4428            | 9º                |
| Equipes mistas       | Lukas Kontrimavicius e RUS Gulnaz Gubaydullina | 35                       | 22º                      | 710                      | 1:59.05               | 2º                    | 1372                  | 14:59.91                                 | 1º                                       | 2484                                     | 4566            | Medalha de bronze |

## Remo
| Evento                  | Atleta              | Elim.   | Elim.       | Repescagem | Repescagem | Semifinais | Semifinais   | Final   | Final           |
| Evento                  | Atleta              | Tempo   | Pos.        | Tempo      | Pos.       | Tempo      | Pos.         | Tempo   | Pos.            |
| ----------------------- | ------------------- | ------- | ----------- | ---------- | ---------- | ---------- | ------------ | ------- | --------------- |
| Skiff simples masculino | Rolandas Maščinskas | 3:22.68 | 1º (bat. 4) |            |            | 3:25.71    | 1º (sf A/B2) | 3:13.82 | Medalha de ouro |

## Vela
| Evento             | Atleta                 | Regata | Regata | Regata | Regata | Regata | Regata | Regata | Regata | Regata | Regata | Regata | Regata | Total | Posição |
| Evento             | Atleta                 | 1      | 2      | 3      | 4      | 5      | 6      | 7      | 8      | 9      | 10     | 11     | M      | Total | Posição |
| ------------------ | ---------------------- | ------ | ------ | ------ | ------ | ------ | ------ | ------ | ------ | ------ | ------ | ------ | ------ | ----- | ------- |
| Byte CII masculino | Valerijus Ovčinnikovas | 13     | 29     | 29     | 23     | 28     | 23     | 14     | 26     | 24     | 22     | 22     | 28     | 223   | 26º     |

Notas:
- M – Regata da Medalha
- OCS – On the Course Side of the starting line
- DSQ – Disqualified (Desclassificado)
- DNF – Did Not Finish (Não completou)
- DNS – Did Not Start (Não largou)
- BFD – Black Flag Disqualification (Desclassificado por bandeira preta)
- RAF – Retired after Finishing (Retirou-se após completar a prova)